# Kypuče
Kypuče (ukrajinsky Кипуче, rusky Артёмовск, Arťomovsk) je město v Luhanské oblasti na Ukrajině. K roku 2013 v něm žilo přes sedm tisíc obyvatel.

## Poloha
Kypuče leží v západní části Luhanské oblasti v Alčevském rajónu. Je vzdáleno přibližně šest kilometrů jihozápadně od Alčevsku, správního střediska rajónu, a přibližně dvaačtyřicet kilometrů jihozápadně od Luhansku, správního střediska oblasti.

## Dějiny
Kypuče vzniklo u železniční stanice jako staniční sídlo Katerinovka v roce 1910 a v roce 1923 bylo k poctě Fjodora Andrejeviče Sergejeva přejmenováno na selišče imeni Artěma (селище імені Арте́ма). V roce 1938 bylo povýšeno na sídlo městského typu a přejmenován na Artemivsk/Arťomovsk. V roce 1962 byl povýšen na město.
Od roku 2014 jej v rámci války na východní Ukrajině drží Luhanská lidová republika.
V roce 2016 bylo rozhodnutím parlamentu Ukrajiny přejmenováno na Kypuče.